# Рубцов, Иван Антонович
Ива́н Анто́нович Рубцо́в (16 января 1902, Ново-Литовское, Южно-Уссурийский уезд, Приморская область, Российская империя — 22 сентября 1993, Санкт-Петербург, Россия) — советский энтомолог и паразитолог, один из ведущих систематиков мошек и червей мермитид. Один из первых в Советском Союзе предложил интродукцировать энтомофагов для биологической защиты растений.

## Биография
Родился 16 января 1902 года в селе Новолитовск Приморской области. С 1924 по 1928 годы учился в Иркутском государственном университете. В студенческие годы подрабатывал на местной станции защиты растений. После окончания 1932 году аспирантуры Иркутского университета, вначале переведён на должность научного сотрудника, а затем заведующего сектором энтомологии станции защиты растений. После окончания университета и в годы обучения в аспирантуре изучает фауну планарий и саранчовых Сибири. В эти же годы появляются первые работы по систематике и фаунистике мошек. В 1935 году в Зоологическом институте АН СССР защищает кандидатскую по саранчовым, а уже в 1936 там же — докторскую по теме «Мошки СССР, их систематика, географическое распространение, биология и экология». До первых работ Рубцова на всей территории СССР было достоверно известно только два вида мошек. С 1936—1938 годы работает заведующим лаборатории экологии ВИЗР и исполняет обязанности редактора сборника «Защита растений». С 1938 года приглашён в Зоологический институт, где проработал до конца жизни. В 1942 году эвакуирован Таджикистан. В окрестностях Курган-Тюбе Рубцов организовал стационар по изучению интродукции и акклиматизации энтомофагов для использования их для контроля вредителей сельского хозяйства. Модельным видом был выбрана вредная черепашка. В 1947 году, во время командировки в Италию, посетил лабораторию Филиппо Сильвестри, который в то время был ведущим в мире специалистом по биологическому контролю.

## Научные достижения
В 1940 и 1956 годах опубликовал два тома фауны СССР по мошкам, в которых приводятся сведения о 280 видах. В этих работах Рубцов впервые дана характеристика копулятивного аппарата, личинок и куколок многих видов мошек. Всего Рубцовым описано более 350 видов мошек из 650, встречающихся в Палеарктике. Удостоен медали Марио Бецци за серию работ по мошкам Италии. Заложил основы использования энтомофагов для борьбы с вредными насекомыми в Советском Союзе. Интродуцировал несколько видов для борьбы с тутовой ложнощитовкой, в том числе наездника Encarsia berlesei и божью коровку Rhyzobius lophanthae. Важным направлением исследований Рубцова была систематика круглых червей, паразитирующих в беспозвоночных. Им описано более 450 видов мермитид и описан отряд червей Marimermithida, паразитирующих в телах морских звёзд и кольчатых червей.
Рубцов был консультатном или научным руководителем многих известных специалистом по мошкам, в том числе З. В. Усовой, А. Е. Тертеряна, Ш. М. Джафарова, Э. О. Конурбаева, В. Д. Патрушевой и А. В. Янковского.

## Избранные публикации
Автор более 400 публикаций, в том числе двух томов Фауны СССР:

### Монографии
- Рубцов И. А. Мошки (Сем. Simuliidae) // Фауна СССР. Насекомые двукрылые. — М.—Л.: Издательство АН СССР, 1940. — Т. 6, вып. 6. — (Новая серия № 23).
- Рубцов И. А. Определитель личинок саранчовых Восточной Сибири. — Иркутск: ОГИЗ, 1932. — 36 с.
- Рубцов И. А. Мошки и борьба с ними. — М., 1935. — 36 с.
- Рубцов И. А. Биологический метод борьбы с вредными насекомыми. — М.—Л.: СХГИЗ, 1948. — 412 с.
- Рубцов И. А. Вредители цитрусовых и их естественные враги. — М.—Л.: Издательство АН СССР, 1954. — 260 с.
- Рубцов И. А. Мошки (Simuliidae) // Фауна СССР. Насекомые двукрылые. — 2-е. — М.—Л.: Издательство АН СССР, 1956. — Т. 6, вып. 6. — 860 с. — (Новая серия № 64).
- Рубцов И. А., Виолович H. A. Мошки Тувы. — Новосибирск: Наука, 1965. — 63 с.
- Рубцов И. А. Водные мермитиды. Ч.1.. — Л.: Наука, 1972. — 254 с.
- Рубцов И. А. Водные мермитиды. Ч. 2.. — Л.: Наука, 1974. — 222 с.
- Рубцов И. А. Мермитиды. Происхождение, биология, распространение. — Л.: Наука, Ленинградское отделение, 1977. — 191 с.
- Рубцов И. А. Мермитиды: классификация, значение, использование. — Л.: Наука, 1978. — 207 с.
- Рубцов И. А. Паразиты и враги блох. — Л.: Наука, 1981. — 101 с.
- Рубцов И. А., Янковский А. В. Определитель мошек Палеарктики. — Л.: Наука, 1984. — 176 с.

### Статьи
- Рубцов И. А. О приборе для доставания камней со дна водоёма // Русский гидробиологический журнал : журнал. — 1928. — Т. 7. — С. 88—89.
- Рубцов И. А. Acrorhynchus baicalensis sp. n. // Русский гидробиологический журнал : журнал. — 1929. — Т. 8. — С. 137—138.
- Рубцов И. А. Об определении абсолютной плотности саранчовых методом кошения // Защита растений : журнал. — 1932. — № 1. — С. 69—80. — ISSN 1727—1320.
- Rubtsov I. A. Fertility and climaticadaptation in siberian grasshoppers (англ.) // Bulletin of entomological research : journal. — 1934. — Vol. 25. — P. 339—348. — ISSN 0007-4853.
- Рубцов И. А. Коэффициент вредности пшеничного трипса (Haplothrips tritici Kurd.) // Защита растений : журнал. — 1935. — № 1. — С. 41—46. — ISSN 1727—1320.
- Рубцов И. А. К эволюции кровососущих мошек // Известия АН СССР. Отделение математики и естественных наук : журнал. — 1937. — С. 1289—1327.
- Рубцов И. А. К эволюции желудочных оводов в связи с историей их хозяев // Зоологический журнал : журнал. — 1939. — Т. 39, № 4. — С. 669—684. — ISSN 0044-5134.
- Рубцов И. А. Филогенетический параллелизм паразитов и их хозяев и его значение с историей хозяев // Успехи современной биологии : журнал. — 1940. — Т. 3, № 3. — С. 430—456. — ISSN 0042-1324.
- Рубцов И. А. О неравномерности темпа эволюции // Журнал общей биологии : журнал. — 1945. — Т. 6, № 6. — С. 411—441. — ISSN 0044-4596.
- Рубцов И. А. О двух паразитах вредной черепашки из семейства Phasiidae (Diptera) // Энтомологическое обозрение : журнал. — 1945. — Т. 28, № 3—4. — С. 85—100. — ISSN 0367-1445.
- Рубцов И. А. Явления гетерозиса, их теоретическое и практическое значение // Труды Зоологического института : журнал. — 1946. — Т. 7, № 4. — С. 307—312. — ISSN 0206-0477.
- Рубцов И. А. Исторические факторы в динамике численности организмов // Журнал общей биологии : журнал. — 1947. — Т. 8, № 3. — С. 205—228. — ISSN 0044-4596.
- Рубцов И. А. Новое в борьбе с малярийными комарами // Природа : журнал. — 1948. — № 3. — С. 71—72. — ISSN 0032-874X.
- Рубцов И. А. Естественные враги ложнощитовок и подушечныц в фауне СССР и задачи их использования // Труды Всесоюзного энтомологического общества : журнал. — 1954. — Т. 44. — С. 202—239. — ISSN 1605-7678.
- Rubtsov  I. A. Simuliidae d'Italia. Mem 1 (итал.) // Memorie della Societa Entomologica Italiana : comunicazione scientifica. — 1964. — V. 43. — P. 1—123.
- Rubtsov  I. A. Simuliidae d'Italia. Mem 2 (итал.) // Memorie della Societa Entomologica Italiana : comunicazione scientifica. — 1967. — V. 46, n. 2. — P. 127—180.
- Рубцов И. А. Тетрадонемы (Tetradonematidae, Nematoda) паразитирующие в мошках (Simuliidae, Diptera) // Helminthologia : журнал. — 1966. — Т. 7, № 2. — С. 165—198. — ISSN 0440-6605.
- Рубцов И. А. Мермитиды из гаммарид Байкала // Зоологический журнал : журнал. — 1979. — Т. 58, № 5. — С. 751—754. — ISSN 0044-5134.
- Рубцов И. А. К системе маримермитид (Marimermithida Rubzov et Platonova) // Паразитология : журнал. — 1985. — Т. 19, № 3. — С. 253—255.. — ISSN 0031-1847.